# Чапаєв (Зубово-Полянський район)
Чапа́єв (рос. Чапаев, ерз. Чапаев) — селище у складі Зубово-Полянського району Мордовії, Росія. Входить до складу Нововисельського сільського поселення.
Населення — 203 особи (2010; 217 у 2002).
Національний склад (станом на 2002 рік):
- мордва — 98 %

Стара назва — Чапаєвка.